# Tytus, Romek i A’Tomek księga II
Tytus, Romek i A’Tomek księga II – drugi komiks z serii „Tytus, Romek i A’Tomek” o przygodach trzech przyjaciół Tytusa, Romka i A’Tomka. Potocznie księga nosi podtytuł Tytus zdaje na prawo jazdy.  

## Kulisy powstania
Autorem scenariusza i rysunków jest Henryk Jerzy Chmielewski. Temat i cel komiksu (popularyzację przepisów ruchu drogowego), wybrał wydawca, Wydawnictwo Harcerskie, współdziałając w tym zakresie z Komendą Główną Milicji Obywatelskiej. Pierwsza wersja scenariusza została przygotowana w listopadzie 1966, twórca wykorzystał m.in. fragmenty historii ukazujących się w prasie w latach 1962-1965, gruntownie je rozbudowując. Pierwsze wydanie ukazało się pod koniec 1967, w błyskawicznie wyprzedanym nakładzie 50 000 egzemplarzy. 
W ramach oszczędności każdy arkusz albumu był drukowany tylko z jednej strony w kolorze, przez to kolejne strony książeczki są na przemian kolorowe i czarno-białe.

## Odbiór
Komiks był chwalony przez krytyków, którzy zauważyli zarówno "wiele rzeczy zabawnych" i kreskę, która "zyskała na ekspresji i dobitności" (Ignacy Witz), jak i dużą pomysłowość autora (Krystyna Kuliczkowska) jak i nadmierny dydaktyzm opowiedzianej historii (I. Witz i K. Kuliczkowska).

## Analiza
Istotnym elementem świata przedstawionego był mechaniczny koń Rozalia, który pojawił się już w gazetowej historii z 1962. Skonstruowany pierwotnie przez Tytusa, w wersji książkowej został zbudowany przez A'Tomka, a poczynając od wydania z 1990 przez profesora Talenta z Instytutu Wszechzbytków. Sam autor twierdził po latach, że zmianę podyktowało mu dążenie do większego prawdopodobieństwa przedstawionych wydarzeń.  
Krzysztof Grzegorzewski, analizując serię o Tytusie w kontekście analizy wpływu cenzury i propagandy na twórczość Chmielowskiego, opisał tom jako "natrętnie dydaktyczny".

## Wydania
- wydanie I (1967) – Wydawnictwo Harcerskie, nakład: 50 000 egzemplarzy
- wydanie II (1968) – Wydawnictwo Harcerskie Horyzonty, nakład: 50 000 egzemplarzy
- wydanie III (1973) – Wydawnictwo Harcerskie Horyzonty, nakład: 50 000 egzemplarzy
- wydanie IV (zmienione i rozszerzone, 1990) – Prószyński i S-ka, nakład: 100 000 egzemplarzy, pierwsze w pełni kolorowe
- wydanie V (1991) – Prószyński i S-ka, nakład: 50 000 egzemplarzy
- wydanie VI (2000) – Prószyński i S-ka, nakład: 25 000 egzemplarzy